# پیر ژان ژوو
پیر ژان ژوو (به فرانسوی: Pierre Jean Jouve) نویسنده، شاعر، رمان‌نویس، مقاله‌نویس و مترجم قرن نوزدهم میلادی اهل فرانسه بود.